# 茶屋後新田
茶屋後新田（ちゃやのちしんでん）は、愛知県名古屋市港区の大字。現行行政地名は、南陽町大字茶屋後新田。3つの小字が設置されている。

## 地理
名古屋市港区の南西部に位置する。大部分が町名整理により他の町名に編入されたため、現在は福田川の河川用地など僅かな区画に残るのみとなっている。

### 字一覧
南陽町大字茶屋後新田の小字は以下の通り。消滅した字については背景色    で示す。
| 字                 | 字                 |
| ------------------ | ------------------ |
| イノ割（いのわり） | カノ割（かのわり） |
| タノ割（たのわり） | チノ割（ちのわり） |
| トノ割（とのわり） | ニノ割（にのわり） |
| ヌノ割（ぬのわり） | ハノ割（はのわり） |
| へノ割（へのわり） | ホノ割（ほのわり） |
| ヨノ割（よのわり） | リノ割（りのわり） |
| ルノ割（るのわり） | レノ割（れのわり） |
| ロノ割（ろのわり） | ワノ割（わのわり） |
| ヲノ割（をのわり） |                    |

## 歴史

### 町名の由来
江戸期の海東郡茶屋後新田を前身とする。茶屋新田開発者である茶屋長意の息子にあたる中島新四郎良延により開発された新田で、茶屋新田の後で開発されたことにより茶屋後新田と称する。開発年についてははっきりせず、『尾州茶屋日記』は延宝5年、『地方古義』は延宝6年、『尾張徇行記』は延宝7年としている。後年、新田の経営悪化により関戸家から借入することになり、文化8年には新田所有権の3分の2が関戸家、3分の1が伊藤家に譲渡された。明治初年には全権を関戸家が掌握した。

### 行政区画の変遷
- 1889年（明治22年）10月1日 - 海東郡茶屋後新田が合併により、同郡福屋村大字茶屋後新田となる[3]。
- 1906年（明治39年）7月1日 - 合併により、海東郡南陽村大字茶屋後新田となる[3]。
- 1913年（大正2年）7月1日 - 海部郡成立により、同郡南陽村大字茶屋後新田となる[3]。
- 1949年（昭和24年）6月1日 - 町制施行により、海部郡南陽町大字茶屋後新田となる[3]。
- 1955年（昭和30年）10月1日 - 合併により、名古屋市港区南陽町大字茶屋後新田となる[3]。
- 1965年（昭和40年）8月3日 - 港区南陽町大字茶屋新田と境界を変更する[3]。
- 1990年（平成2年）6月11日 - 大部分が新茶屋一丁目から同五丁目などに編入される[3]。